# Service universitaire spécialisé pour personne avec autisme
Le Service universitaire spécialisé pour personne avec autisme (SUSA) est un système de suivi pour les étudiants avec autisme créé en septembre 1991 en Belgique, visant à permettre le suivi d'un nombre réduit d'élèves autistes durant leur scolarité. La Fondation Service universitaire spécialisé pour personne avec autisme est située à l'université de Mons.
Ce service est considéré comme un succès, car il a permis « des intégrations scolaires de plus en plus nombreuses, notamment au niveau maternel, en introduisant les stratégies de la méthodologie TEACCH dans les classes ordinaires ».